# Hamburger Hill
Hamburger Hill är en amerikansk krigsfilm från 1987 i regi av John Irvin. Filmen avser återge väsentliga delar av hur berget "937" intogs.

## Rollista
- Dylan McDermott - Sgt. Frantz
- Anthony Barrile - Vincent 'Alphabet' Languilli
- Michael Boatman - Motown
- Don Cheadle - Pvt. Washburn
- Michael Dolan - Murphy
- Don James - MacDaniel
- Michael A. Nickles - Galvan
- Harry O'Reilly - Duffy
- Daniel O'Shea - Gaigin
- Tim Quill - Pvt. Joe Beletsky
- Tommy Swerdlow - Pvt. Bienstock
- Courtney B. Vance - Doc Johnson
- Steven Weber - Worcester
- Tegan West - Lt. Eden